# Szatet-templom
A Szatet-templom ókori egyiptomi templom, melyet Szatetnek, a Nílus áradását megszemélyesítő istennőnek emeltek Elephantiné szigetén. A predinasztikus korban, i. e. 3200 körül alapították, majd a korai dinasztikus kortól kezdve egészen a ptolemaida korig, háromezer éven át bővítették, ezzel a legszebb példa az ókori egyiptomi templomépítészetben arra, amikor egy templomon az egész fáraókorban zajlottak építkezési munkálatok. A templom tájolása összefüggésben áll a Szíriusz csillaggal, amely előrejelezte az áradás kezdetét.

## Története az első átmeneti korig
Az ezen a helyen álló legkorábbi templom i. e. 3200 körül épült, és tulajdonképpen csak egy szentélyfülkéből állt, amelyet három természetes gránittömb között alakítottak ki. Ez a legkorábbi templom még nagyon kicsi volt, vályogtéglából épült szentélye kb. 2×2 méteres alapterülettel rendelkezett. A szentély előtt, a keleti oldalon vályogtégla házak álltak. A templomot az I. és a II. dinasztia idején bővítették, a III. dinasztia alatt pedig újjáépítették, de eredeti alaprajza megmaradt. Déli oldalán, a kőtömbök közti fülkén kívül magtárak épültek. Az V. dinasztia korában, talán Niuszerré uralkodása alatt ismét újjáépítették, ekkor a sziklák közti szentélyfülkét is bővítették. Előtte ekkor 5×5 méter alapterületű előudvar volt, körülötte nyitott folyosó. A szentély padlózata alatt áldozati ajándékokból álló lerakatot találtak. Ezeket a főleg fajanszból készült ember- és állatfigurákat az óbirodalom korának egy pár száz évet felölelő időszaka alatt adományozták az istennőnek uralkodók és magánszemélyek egyaránt. A déli oldalon magtárak álltak, valamint egy vályogtéglából épült adminisztratív épület.
A VI. dinasztia idején I. Pepi ismét elrendelte a templom újjáépítését. Ennek során megtartották az eredeti alaprajzot, a vályogfalakat azonban megnövelték, és gránitszentélyt is kialakítottak az istennő szobra számára. Ebben az időben már Szatet férjét, Hnum istent is imádták itt.

## A Középbirodalom idején

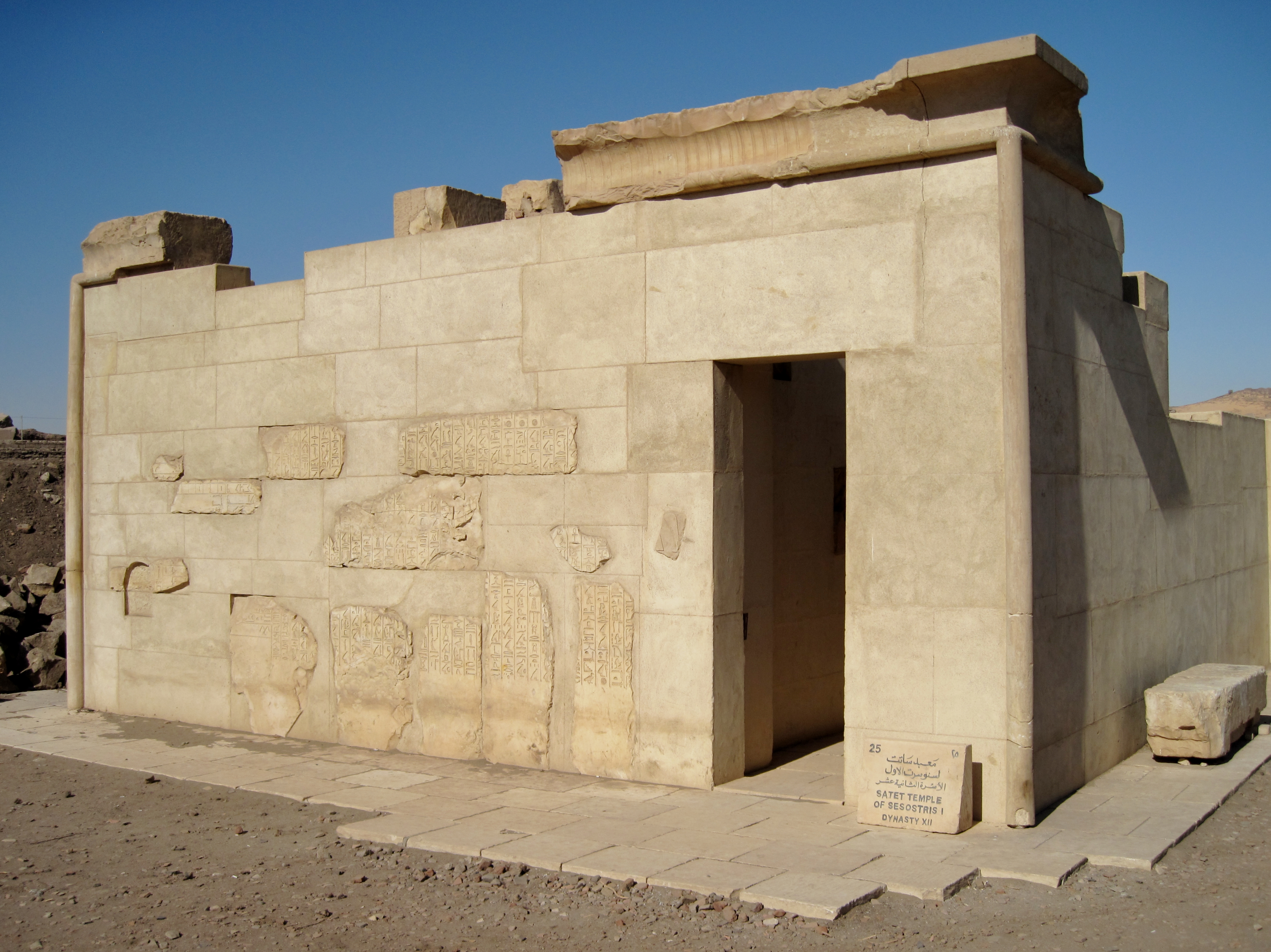
I. Szenuszert templomának modern kori rekonstruckiója

Az első átmeneti kor végén, a XI. dinasztia korának elején III. Antef thébai uralkodó teljes mértékben felújította a templomot. A központi káőolna az eredeti helyén maradt, a három természetes gránittömb között. Az előtte álló csarnokot ekkor díszítették először mészkő padlóval és borítással.
 Nem sokkal később II. Montuhotep további módosításokat végzett a templomon; teljesen új szentélyt emelt, új feliratokkal látta el az épületet, az északi oldalon pedig oszlopos udvart alakított ki, valamint egy tavat, a Nílus áradásának megünneplésére, amely az egyiptomiak hite szerint Elephantinéban kezdődött. A templom még mindig főleg vályogból állt, csak a legfontosabb falakat fedte díszített mészkő.
Kevesebb mint száz év múlva, a XII. dinasztia idején I. Szenuszert teljesen új templomot és udvart emelt a Montuhotep kori épület helyére. Míg a korábbi épületek mind ugyanazt az alaprajzot követték, és mind kizárólag vályogból álltak, ez az új templom teljes egészében mészkőből épült. Erre az időre a templom szintje már az óbirodalmi kőfülke fölött volt, maga a szentély azonban közvetlenül az előző fölé épült, ezzel megőrizte a régi hagyományt. I. Szenuszert templomát teljes mértékben dekorálták, de ebből csak töredékek maradtak fenn, köztük az uralkodó egy hosszú felirata. Hnum ebben az időben külön templomot kapott a szigeten. Szatet templomát eredetileg számos szobor díszítette, köztük a XIII. dinasztiához tartozó V. Amenemhat szobra. V. Amenemhat szobrán a következő dedikációs felirat olvasható:
|  | „A jóságos isten, a Két Föld ura, a szertartások ura, Felső- és Alsó-Egyiptom királya, Szehemkaré, Ré fia, Amenemhat, Szatetnek, Elephantiné úrnőjének kedveltje, örökké éljen.” |
|  | |

A szobrok közt megtalálható továbbá III. Szenuszert egyik szobra, illetve I. Szobekemszafnak az istennőt imádó kettős szobra is.. Bár ezeket a szobrokat mindet egy helyi szent, Hekaib közeli szentélyében találták meg, felirataik alapján eredetileg minden bizonnyal az istennő templomában álltak.

## Az Újbirodalom idején és később

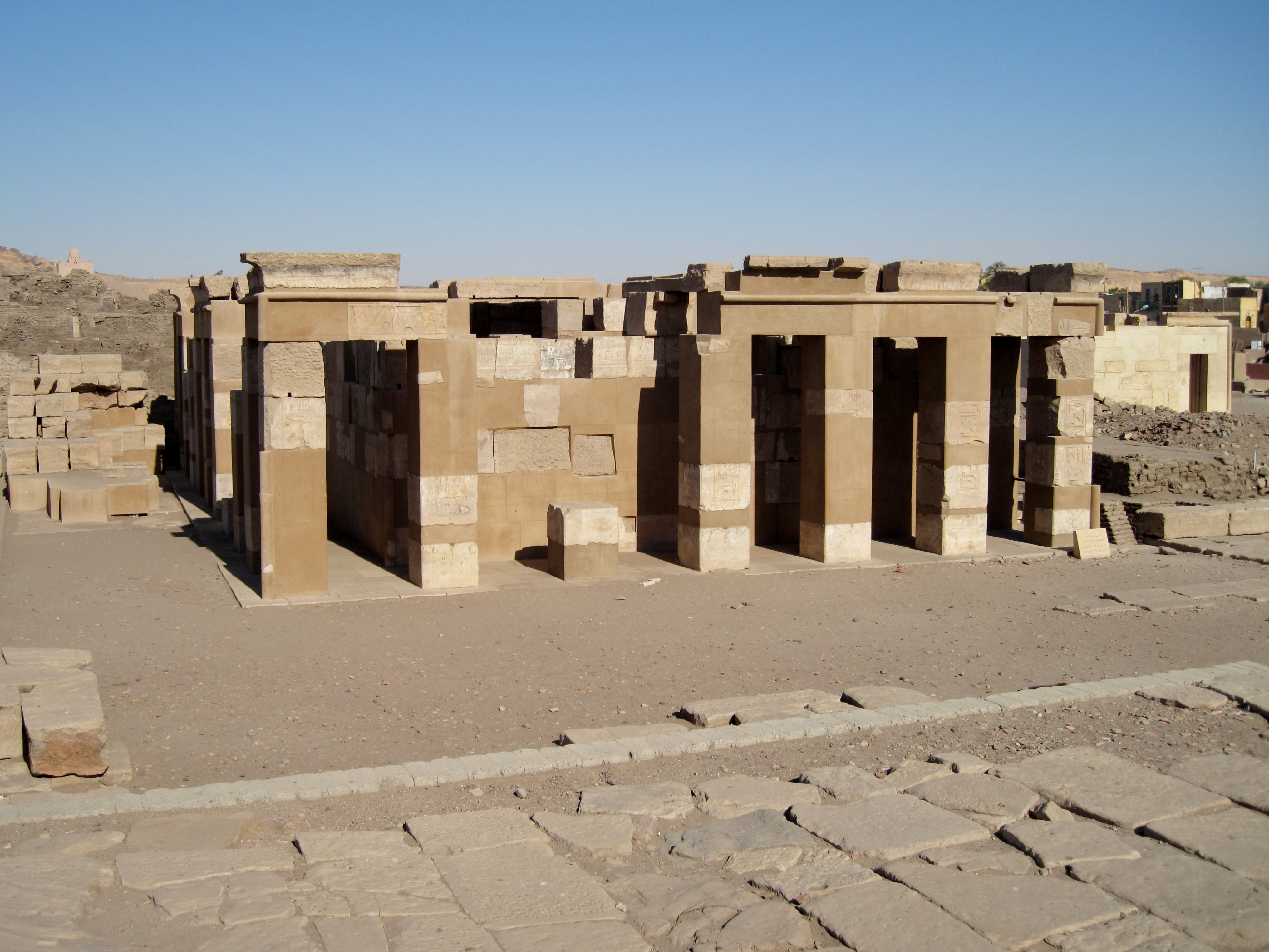
A XVIII. dinasztia kori templom modern rekonstrukciója

Az újbirodalom idején a templomot Hatsepszut újjáépíttette, majd az őt követő III. Thotmesz bővítette. A templom ebben az időben négyszögletes? 15.9×9.52 m alapterületű volt, melyet 20.10×13.52 méteres nyitott folyosó vett körül, kívül 7×10 oszloppal. Az új templom szentélye közvetlenül a régebbi korok szentélye fölé épült; a hagyományt az újbirodalmi templom is továbbvitte. További építési munkálatokra van bizonyíték a XXVI. dinasztia korából is (i. e. 664–525), ebből azonban igen kevés maradt fenn. Egykor kb. 7.35 m magas kapu vezetett egy tégla kerítőfalig, amely talán a templomhoz tartozott; a kapuból több kőtömb fennmaradt. Nem sokkal a perzsa hódítás előtt II. Jahmesz oszlopsort vagy kioszkot épített a templomhoz. Hat mészkőoszlopot és pár elválasztófalat megtaláltak.
VI. Ptolemaiosz idején teljesen új templom épült. Ez ismét négyszögletes épület volt, fő szentélye a nyugati oldal hátuljában helyezkedett el, előtte széles csarnok, ez előtt pedig két kisebb csarnok, melyekből oldalt kisebb helyiségek nyíltak. Az új templom előtt szabadon álló kioszk épült. A szentély már nem az óbirodalmi templomszentély fölött helyezkedett el; úgy tűnik, ennek helyszíne és jelentősége feledésbe merült. VIII. Ptolemaiosz (i. e. 182–116) végül pronaoszt épített a templomhoz, kétszer négy oszloppal.

## Fordítás
- Ez a szócikk részben vagy egészben  a   Temple of Satet című angol Wikipédia-szócikk ezen változatának fordításán alapul.  Az eredeti cikk szerkesztőit annak laptörténete sorolja fel. Ez a jelzés csupán a megfogalmazás eredetét és a szerzői jogokat jelzi, nem szolgál a cikkben szereplő információk forrásmegjelöléseként.